# Shelley Mann
Shelley Mann   (Nova York, 15 d'octubre de 1937 - Alexandria, 24 de març de 2005) fou una nedadora estatunidenca que va competir durant la dècada de 1950.
Quan tenia sis anys va contraure la pòlio. Va passar setmanes a l'hospital i va quedar amb la cama dreta paralitzada. Va començar a nedar com a teràpia per tal de recuperar-se. Va aprendre a caminar, però amb coixera. Estudià a l'American University, a Washington, DC. Amb 14 anys guanyà el primers dels 24 campionats nacionals de l'AAU que acabaria guanyant.
El 1956 va prendre part en els Jocs Olímpics de Melbourne, on disputà tres proves del programa de natació. Guanyà la medalla d'or en la prova dels 100 metres papallona, en superar a la final a les seves compatriotes Nancy Ramey i Mary Jane Sears. En els 4×100 metres lliures, formant equip amb Sylvia Ruuska, Nancy Simons i Joan Rosazza, guanyà la medalla de plata, mentre en els 100 metres lliures fou sisena. El 1955 guanyà la medalla de bronze en els 100 metres papallona als Jocs Panamericans. Durant la seva carrera va establir un nou rècord del món en papallona (100 i 200 metres), estils individual i igualà el dels 100 metres lliures.
El 1966 fou incorporada a l'International Swimming Hall of Fame.